# Etiam si omnes, ego non
Etiam si omnes, ego non es una locución latina, a veces usada como lema, que literalmente significa aunque todos, yo no. Es decir aunque todos los hagan, digan, etc, yo no lo haré. La frase hace referencia a no cometer actos inmorales o ilegales aunque sea una práctica común por parte otras personas.
Es el lema de la Familia de Clermont-Tonnerre, el título de un poema de Ernest Myers y la inscripción en la lápida del filósofo italiano Giuseppe Rensi.
Una variante en latín: et si omnes ego non, tal como está escrita en la puerta de la casa de Philipp von Boeselager, destacando la necesidad de mantener la propia opinión y el juicio moral, incluso ante una opinión diferente en poder de la mayoría (en particular, se refiere a la disidencia y resistencia de Von Boeselager contra Adolf Hitler durante el nazismo). La última parte de la frase, en su traducción alemana, es el título de una obra autobiográfica de Joachim Fest: Ich nicht.